# 조지프 윌리엄스
조지프 윌리엄스(Joseph Williams, 1960년 9월 1일~)는 미국의 음악가이다.
토토의 3기 보컬로 활동하였으며, 이후 영화 음악 작곡 활동을 하다가 2010년부터 토토에 재합류하였다.
데이비드 페이치, 스티브 루카서 등과 함께 〈Home of the Brave〉, 〈Pamela〉, 〈Till the End〉 등의 히트곡을 작곡하였다.

## 음반 목록

### 토토 음반
- 1986: Fahrenheit
- 1988: The Seventh One
- 2006: Falling in Between
- 2015: Toto XIV

### 솔로 음반
- 1982: Joseph Williams (2002 재발매)
- 1996: I Am Alive
- 1997: 3
- 1999: Early Years
- 2003: Vertigo
- 2006: Two of Us
- 2006: Vertigo 2
- 2007: Smiles and Tears
- 2008: This Fall
- 2011: Williams/Friestedt